# Broich (Dormagen)
Broich ist ein kleines Dorf, das zur Stadt Dormagen im Rhein-Kreis Neuss im Land Nordrhein-Westfalen gehört.

## Lage
Broich liegt südlich der Ortschaft Gohr und grenzt im Westen an die Bundesstraße 477.

## Geschichte

Broich, Dorfstraße

Im 18. Jahrhundert bestand der Ort aus ein paar Gutshöfen, um die sich einige kleine Häuser scharten. Die Höfe, wie der Berger- und der Flexhof, bestehen aus zweigeschossigen Herrenhäusern. Der Flexhof besitzt einen Wappenstein. Politisch gehörte Broich zum Kurfürstentum Köln. 1794 wurde der Ort von französischen Truppen besetzt. Der Ort kam an die Mairie Evinghoven. Ab 1815 gehörte Broich zum Königreich Preußen. Ab 1816 war er ein Teil der Bürgermeisterei Evinghoven im Kreis Grevenbroich. 1839 entstand die Gemeinde Broich. 1860 wurde bei Broich die katholische Kapelle errichtet. 1927 gehörte der Ort zum Amtsgericht und Finanzamt Grevenbroich. Später gehörte Broich zum Amt Evinghoven. Am 1. April 1938 wurde die Gemeinde Broich in die Gemeinde Gohr eingemeindet und gehörte damit zum Amt Nievenheim. Seit dem 1. Januar 1975 ist Broich ein Ort in der Stadt Dormagen.

### Einwohner
- 1925: 136 Einwohner
- 2010: 137 Einwohner

## Sehenswürdigkeiten
Broich besitzt eine mit zwei Türmen versehene, rechteckige neuromanische Kapelle. Das Gebäude ist aus Ziegeln im Wechsel mit Sandstein erbaut worden.

## Verkehr
Westlich von Broich verläuft die Bundesstraße 477. Sie geht in nördlicher Richtung nach Neuss und in südlicher Richtung nach Rommerskirchen und weiter in die Eifel. 

### Busverkehr
Broich wird von folgenden Linien des BVR und des StadtBus Dormagen angefahren: 
- 873: Neuss – Neukirchen – Gohr – Nievenheim – Horrem – Dormagen Bf – Broich
- 874: Neuss – Gohr – Broich
- 883: Marktplatz – Dormagen Bf – Delhoven – Knechtsteden – Straberg – Nievenheim – Ückerath – Gohr – Broich

## Bilder

Kapelle
Kapelle, Innen
Bushaltestelle
Dorfplatz